# Capegaster striatus
Capegaster striatus là một loài bọ cánh cứng trong họ Cerambycidae.